# Jiftách
Jiftách (hebrejsky יִפְתָּח‎, Jiftach), též přepisováno jako Jefte či Jefta, je postava z Bible – jeden z mnoha izraelských soudců, kteří působili v době, kdy izraelské kmeny ještě neměly krále, ale již byly usídleny v Kanaánu. Jméno Jiftách je překládáno jako „Otevírá“ či „Otevře“. David Gans ve své kronice uvádí, že Jiftáchovo soudcovské období spadá do let 2781–2787 od stvoření světa neboli do let 981–974 před naším letopočtem, což odpovídá šesti letům soudcování. Židovský učenec Izák Abrabanel v řetězci tradentů ústní Tóry zařazuje soudce Jiftácha na deváté místo hned po Jaíru Gileádském a za desátého tradenta považuje soudce Ibsána.

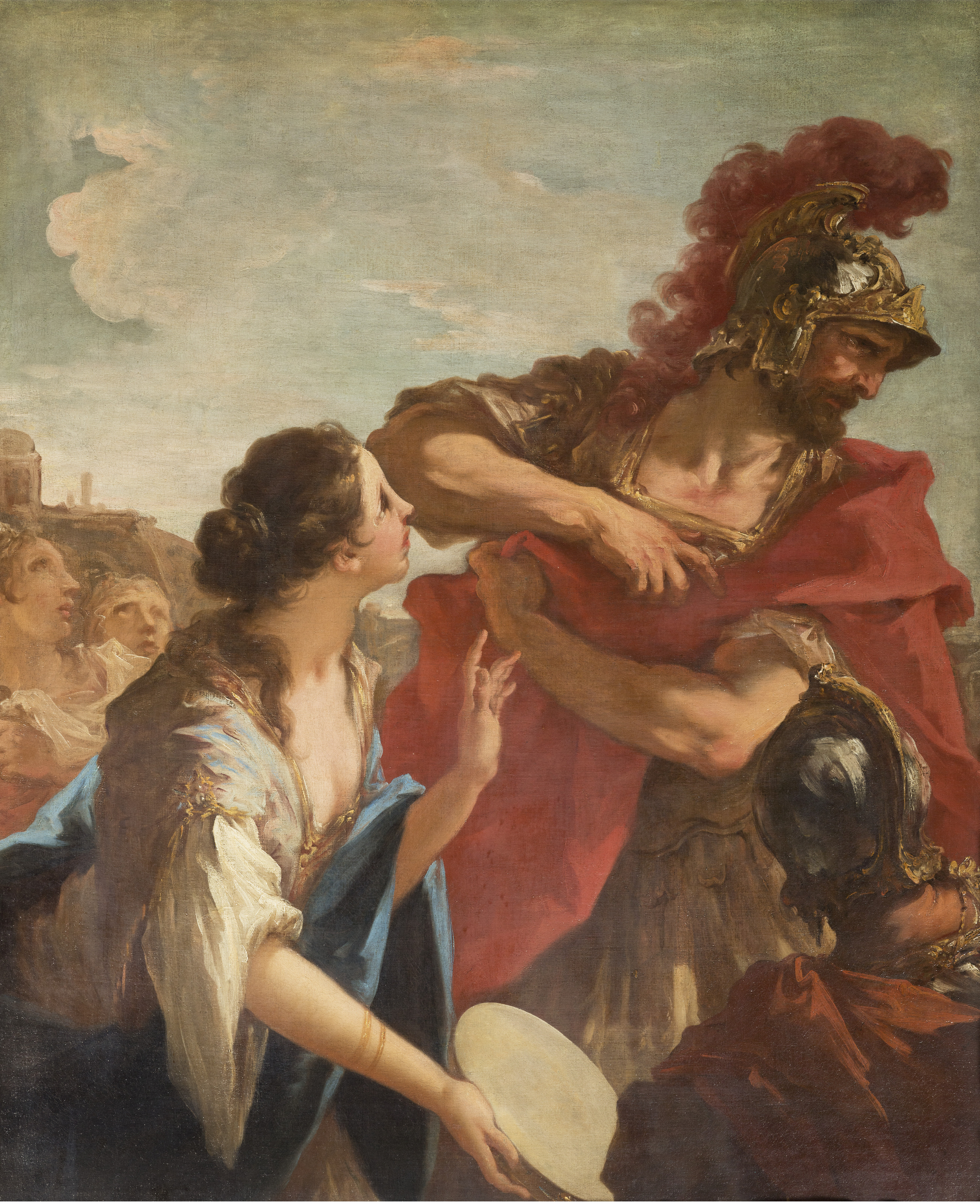
Giovanni Antonio Pellegrini: Jeftův návrat

Příběh soudce Jiftácha je zapsán v 11. a 12. kapitole knihy Soudců a v rámci židovských bohoslužeb je část příběhu pravidelně jednou ročně čtena jako haftara k paraši Chukat. Osoba Jiftácha je především známá kvůli neuváženému slibu, který dal Hospodinu za to, že mu pomůže zvítězit v boji s amonským králem. To se stalo námětem mnoha uměleckých zpracování, ať už hudebních (oratorium Jephta Giacomo Carissimiho), výtvarných nebo literárních. Pojednává o něm i historický román Liona Feuchtwangera Jefta a jeho dcera.